# Eolagurus przewalskii
Eolagurus przewalskii és una espècie de mamífer rosegador de la família dels cricètids. Viu a la Xina (Gansu, Mongòlia Interior, Qinghai i Xinjiang) i Mongòlia. S'alimenta d'arrels, bulbs i llavors. Els seus hàbitats naturals són els prats i ribes montans i els semideserts. És una espècie en risc mínim, és a dir, no sembla que hi hagi cap amenaça significativa per a la seva supervivència.
L'espècie fou anomenada en honor del naturalista i explorador rus Nikolai Prjevalski.